# L-Glycerol-3-phosphat
L-Glycerol-3-phosphat ist eine chemische Verbindung aus der Gruppe der phosphorylierten Glycerole.

## Eigenschaften
Als chirales Molekül besitzt Glycerol-3-phosphat ein Stereozentrum und daher eine D- und eine L-Form.
In Lebewesen kommt zur Fettbildung (Lipogenese) die L-Form vor. Sie wird unter anderem durch die Glycerol-3-phosphat-Dehydrogenase durch Reduktion von Dihydroxyacetonphosphat (DHAP) gebildet, das aus der Glykolyse stammt. Ebenso kann Glycerol-3-phosphat aus Aminosäuren und aus dem Citrat-Zyklus im Zuge der Gluconeogenese gebildet werden.
 + NAD(P)H + H+ →  + NAD(P)+
Weiterhin kann es mithilfe von Glycerolkinase durch Phosphorylierung von Glycerol gebildet werden, das beim Abbau von Fetten (Lipolyse) entsteht.
 + ATP →  + ADP
Glycerol-3-phosphat ist der Ausgangsstoff bei der Biosynthese von Glycerolipiden. Dabei wird es in Eukaryoten an der sn-1-Position durch die Glycerol-3-phosphat-O-Acyltransferase im Mitochondrium oder im endoplasmatischen Retikulum acyliert, woraufhin eine weitere Acylierung an der sn-2-Position zur Phosphatidsäure erfolgt.
 + Acyl-CoA → Lysophosphatidsäure + CoA
Die Glycerol-1-Phosphatase hydrolysiert die Phosphatgruppe, wodurch Glycerol gebildet wird.
 + H2O →  + Pi
Das Glycerin-3-phosphat-Shuttle transportiert Glycerol-3-phosphat durch die mitochondrialen Membranen.

## Handelsform
Kommerziell erhältlich ist das Lithiumsalz der Verbindung.